# Livia Puljak
Livia Puljak (Split, 25. listopada 1977.) hrvatska je znanstvenica i redovita profesorica u trajnom izboru Hrvatskog katoličkog sveučilišta.

## Životopis
Rođena je 25. listopada 1977. u Splitu. Diplomirala na Medicinskom fakultetu u Splitu 2002. godine. Trogodišnje postdoktorsko usavršavanje obavila je u Sjedinjenim Američkim Državama, na University of Colorado Health Sciences Center, Denver, Colorado i na University of Texas Southwestern Medical Center, Dallas, Teksas. Doktorirala je 2008. na Medicinskom fakultetu u Splitu gdje je od 2007. do 2018. radila na Katedri za histologiju i embriologiju. Od 2018. godine je redovita profesorica na Hrvatskom katoličkom sveučilištu.
Za vrijeme studija osnovala je splitsku podružnicu studentske udruge CroMSIC, u Dallasu je utemeljila udrugu postdoktoranada, a nakon povratka u Hrvatsku pokrenula je hrvatski ogranak Cochrane kolaboracije te bila prva direktorica Hrvatskog Cochranea. Od 2010. do 2011. bila je prodekanica za znanost Medicinskog fakulteta u Splitu. Zamjenica je voditelja doktorskog studija Translacijska istraživanja u biomedicini Medicinskog fakulteta u Splitu. Od 2020. godine voditeljica je Centra za medicinu i zdravstvenu zaštitu utemeljene na dokazima na Hrvatskom katoličkom sveučilištu.

## Znanost
Bavi se istraživanjima iz područja znanstvene metodologije, medicine utemeljene na dokazima, sinteze dokaza, kliničke epidemiologije i boli. Svojim istraživanjima iz znanstvene metodologije istražuje metode koje se koriste u biomedicinskim istraživanjima te predlaže rješenja kako se te metode i prakse mogu poboljšati. Nizom istraživanja o načinu na koji autori Cochraneovih sustavnih pregleda analiziraju rizik od pristranosti u randomiziranim kontroliranim pokusima sa suradnicima je pokazala kako se u tim postupcima procjene često griješi te je za jedno takvo istraživanje 2020. godine od međunarodne organizacije Cochrane dobila nagradu Bill Silverman Prize koja se dodjeljuje jednom godišnje, i kojom Cochrane nagrađuje znanstveni rad koji je prepoznat kao najbolja kritika Cochraneu, s idejom da kroz kritiku učimo na greškama.
Od 2020. se godine do 2024. nalazi na popisu 2 % najutjecajnijih svjetskih znanstvenika prema utjecaju citiranosti koju objavljuje istraživačka skupina Prof. Johna Ioannidisa sa Sveučilišta Stanford. Ioannidis i suradnici sastavljaju jednu listu za utjecaj citiranosti u prošloj kalendarskoj godini i drugu listu za čitavu karijeru znanstvenika.

## Popularizacija znanosti
Voditeljica je edukacije u Hrvatskom Cochraneu. Sudjelovala je u organizaciji i aktivnostima Festivala znanosti, Noći istraživača i Tjedna mozga. U okviru projekta popularizacije znanosti Ministarstva znanosti, obrazovanja i sporta Republike Hrvatske (MZOS) prevela je knjigu Gdje su dokazi? koja je objavljena u ožujku 2014. godine u nakladi Profila. Uređivala je neprofitni edukativni portal Dokazi u medicini  Arhivirana inačica izvorne stranice od 30. travnja 2015. (Wayback Machine), koji je u okviru drugog projekta popularizacije znanosti MZOS-a pokrenula 2014. godine, a na kojem je skupina liječnika i znanstvenika volonterski odgovarala na pitanja građana o djelotvornosti i sigurnosti alternativnih terapija korištenjem najboljih dokaza u medicini. Od 2013. do 2018. godine vodila je projekt prevođenja sažetaka Cochrane sustavnih pregleda na hrvatski jezik. Za svoj doprinos razvoju medicine utemeljene na dokazima dobila je 2017. godine nagradu Chris Silagy Prize od Cochranea.

## Nagrade
- Chris Silagy Prize (2017.) koju dodjeljuje Cochrane[9]
- Bill Silverman Prize (2020.) koju dodjeljuje Cochrane[10]

## Vanjske poveznice
- Livia Puljak